# Клипер
Не мешати са програмским језиком Clipper.
Клипер је назив за тип једрењака који је развијен почетком 19. века и који се истицао великом брзином.
Иако је имао релативно мали теретни простор, био је прилично брз и у стању да за релативно кратко време превезе разну егзотичну робу из далеких крајева света.
Клипери су због великог броја једара представљали величанствен призор. Поједини клипери постали су познати са свакогодишњем „Great Tea Race“, трком бродова који су превозили чај од Кине до Лондона. Први брод који би стигао добио би веома добру цену за робу и једну премију. Легендарна била је трка између бродова „Cutty Sark“ и „Thermopylae“, задњи је стигао недељу дана раније од првог.
Њихово је доба прошло захваљујући проналаску парног строја и увођењу пароброда. Иако су клипери били у стању престићи прве пароброде, с временом се испоставило како потоњи не зависе од ветра. То је постало поготово јасно након отварања суецког канала и скраћивања пута од Европе до Индије. Ту руту клипери нису могли да користе због неповољних ветрова.
Клипери су поступно нестајали са мора до краја 19. века, прво су их замењавали виндјамери који су били спорији али економичнији, а затим коначно пароброди.